# Charles Trevelyan
Charles Philips Trevelyan (ur. 28 października 1870, zm. 24 stycznia 1958) – brytyjski polityk, członek Partii Liberalnej i Partii Pracy, minister w rządach Ramsaya MacDonalda.
Był najstarszym synem sir George’a Trevelyana, 2. baroneta, i Caroline Philips, córki Marka Philipsa. Od 1928 r. nosił tytuł 3. baroneta. Jego żoną była Mary Katherine Bell OBE, córki sir Thomasa Bella, 2. baroneta. Charles miał nią sześcioro dzieci. Jego najstarszym synem był George Lowthian Trevelyan, 4. baronet.
W 1899 r. został wybrany do Izby Gmin jako reprezentant okręgu Elland z ramienia Partii Liberalnej. W latach 1908–1914 był parlamentarnym sekretarzem przy Radzie Edukacji. W 1918 r. przegrał wybory parlamentarne, w których startował jako kandydat Partii Pracy. Do parlamentu powrócił w 1922 r. jako reprezentant okręgu Newcastle upon Tyne Central. W Izbie Gmin zasiadał do 1931 r. W dwóch pierwszych rządach laburzystowskich (1924, 1929–1931) był przewodniczącym Rady Edukacji. Zrezygnował w marcu 1931 r.
W latach 1930–1949 był Lordem Namiestnikiem Northumberlandu. Na początku 1939 r. został czasowo usunięty z Partii Pracy razem z Aneurinem Bevanem i Staffordem Crippsem za poparcie pomysłu utworzenia frontu ludowego (m.in. z komunistami).
Charles był ostatnim z Trevelyanów, którzy byli właścicielami rodowej posiadłości Wallington Hall. Zapisał on tę posiadłość National Trust z zastrzeżeniem, że członkowie jego rodziny będą mogli nadal w niej mieszkać.